# Othon II de Bavière
 (mars 2020).
Si vous disposez d'ouvrages ou d'articles de référence ou si vous connaissez des sites web de qualité traitant du thème abordé ici, merci de compléter l'article en donnant les références utiles à sa vérifiabilité et en les liant à la section « Notes et références ».
Otton IV de Bavière dit « l'Illustre » en allemand der Erlauchte (né le 7 avril 1206 à Kelheim † le 29 novembre 1253 à Landshut), est comte palatin du Rhin de 1227 à 1253, et duc de Bavière de 1231 à 1253.

## Biographie
Membre de la Maison de Wittelsbach, il est l'unique enfant de Louis Ier de Bavière et de Ludmilla de Bohême, veuve du comte Adalbert III de Bogen. Du premier mariage de sa mère, il a trois demi-frères. 

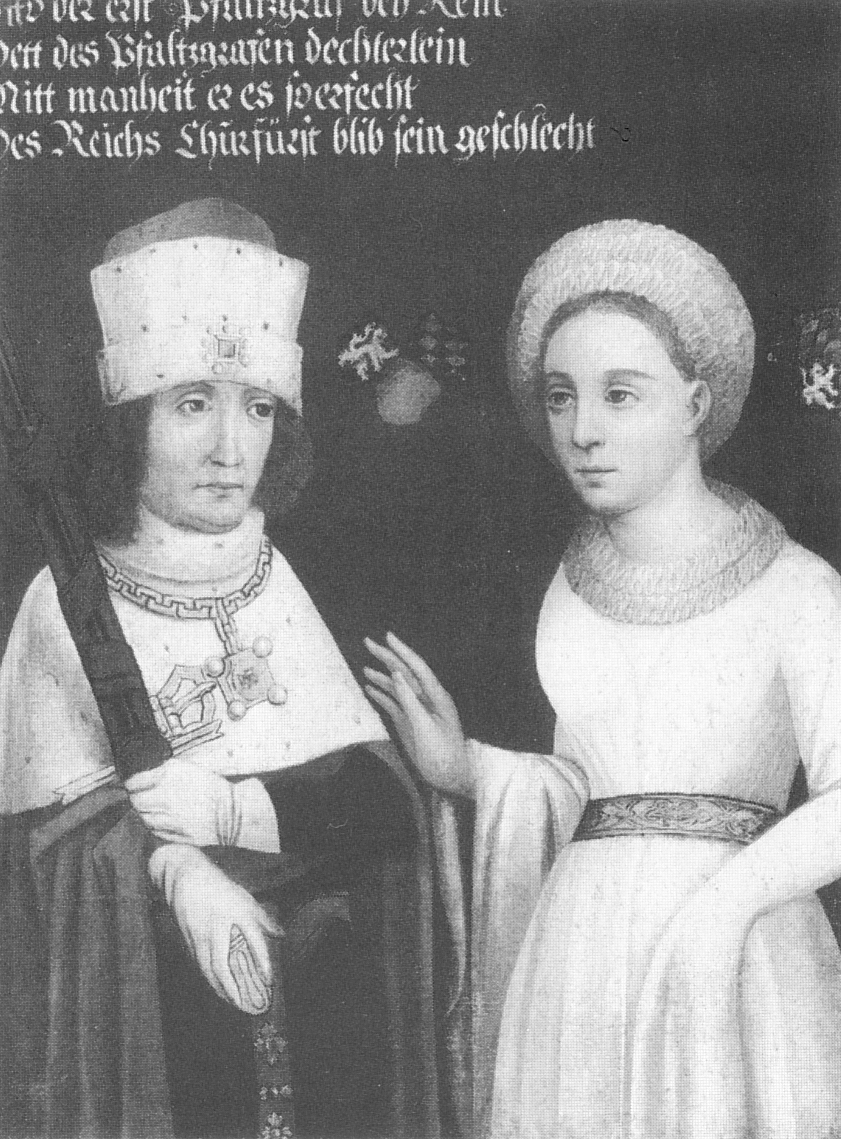
Otton IV et Agnès de Brunswick.

Otto naît à Kelheim. À l'âge de 6 ans, il est fiancé à Agnès de Brunswick, fille d'Henri V de Brunswick, comte palatin du Rhin, et petite-fille du duc Henri le Lion et de Conrad de Hohenstaufen. Il l'épouse à 16 ans, en 1225 et ce mariage apporte aux Wittelsbach le Palatinat, possession qu'ils conserveront jusqu'en 1918. C'est aussi à cet héritage qu'est due l'apparition du lion comme symbole héraldique sur le blason de la Bavière et du Palatinat. En tant que comte palatin, Otton est également vicaire de l'empire et occupe une position clé dans l'élection du roi. En 1231, son père est assassiné sur le pont de Kelheim et il lui succède comme duc de Bavière. 
Otton acquiert les riches régions de Bogen en 1240 et Andechs et Ortenburg en 1248, ce qui lui permet d'étendre son pouvoir sur la Bavière. Le comté de Bogen a pour armoiries un losange blanc et bleu qui devient celui de ses États.
En conflit avec le duc Frédéric II d'Autriche et son allié, le roi Henri, qui s'est rebellé contre son père, l'empereur Frédéric II, Otton occupe Wels en 1233 et doit même donner en otage son fils Louis. En 1234, Otton est à nouveau en guerre mais, cette fois, avec les villes de Salzbourg, Ratisbonne, Augsbourg, Tölz, Hohenburg et Freising, pour faire valoir ses droits féodaux. Sous l'influence du légat papal Albert de  Behaim, Otton se rapproche de la papauté mais cela entraîne de nouvelles querelles avec les évêques proches de l'empereur et en 1238, il s'allie à la Bohême contre les Hohenstaufen.
Toutefois, des tensions croissantes avec le roi Venceslas Ier de Bohême, une méfiance à l'égard du futur anti-roi Henri Raspe et les invasions mongoles poussent Otton à changer de  stratégie. Il rallie l'empereur Frédéric II en 1241, dont le fils Conrad IV épouse la fille d'Otton, Élisabeth, en 1246. Mais cette alliance vaut à Otton l'excommunication par le pape Innocent IV. Sur ordre de l'empereur, à l'extinction des Babenberg en Autriche, Otton entreprend en 1246 de s'opposer aux prétentions d'Hermann VI de Bade, marié à Gertrude de Babenberg. Finalement, en 1248, l'empereur transfère l'administration de l'Autriche à Otton mais il ne peut l'y maintenir face au fils de Venceslas, le futur roi Ottokar II de Bohême, qui s'installe à la tête du pays en 1251. En tant que comte palatin, Otton a également été longtemps en conflit avec l'archevêché de Mayence dans le conflit de Lorsch.
Avant de partir pour la Sicile à la mort de son père pour y recueillir son héritage, le roi Conrad IV confie à Otton la régence de l'empire lors d'une diète impériale à Augsbourg en juin 1251, faisant d'Otton le dernier gouverneur impérial jamais nommé. 
Fin novembre 1253, Otton IV meurt brutalement à Landhsut, alors qu'il est encore sous le coup de l'interdit ecclésiastique.
Comme ses ancêtres, il repose dans la crypte de l'abbaye bénédictine de Scheyern. Une plaque commémorative à son nom a été placée dans la Walhalla de Ratisbonne. 
Sous le règne d'Otton IV, les régions possédées par les familles nobles éteintes des comtes de Bogen, des comtes d'Andechs et des Ortenburg sont passées sous le contrôle des Wittelsbach. Cependant, lorsque les comtes d'Andechs s'éteignent en la personne d'Otton de Méranie en 1248, le sud-ouest du pays ne revient pas à la Bavière mais tombe aux mains des comtes du Tyrol.

## Mariage et descendance
Cinq enfants sont issus de son union avec Agnès de Brunswick :
- Élisabeth de Bavière (1227 † 1273), qui en 1246 épouse l'empereur Conrad IV, puis, en 1254 épouse en 1258 le comte Meinhard de Goritz ;
- Louis II de Bavière (1229-1294) ;
- Henri XIII de Bavière (1235 † 1290), d'abord ducs de Bavière et comtes palatins du Rhin dans l'indivis, puis s'en partagent la souveraineté ;
- Sophie (1236 † 9 août 1289), qui épouse en 1258 à Munich le comte Gérard VI de Sulzbach et Hirschberg (1220 † 1275) ;
- Agnès (1240 † 1306), religieuse à Seligenthal.